# The Voice (franquicia)
The Voice (o La voz en países hispanohablantes) es una franquicia internacional de competencia de canto. El concurso comenzó en los Países Bajos como The Voice of Holland en 2010, seguida de una versión estadounidense que debutó bajo el título de The Voice en abril de 2011. Muchos otros países se han adaptado al formato y comenzaron a emitir en sus cadenas nacionales sus propias versiones en 2011 y 2012. Se ha convertido en un rival televisivo para American Idol (Simon Fuller), The X Factor (Simon Cowell) y Operación Triunfo (Gestmusic).

## Formato
Los concursantes son aspirantes a cantantes previamente seleccionados en audiciones públicas que no son transmitidas por televisión. El formato del show consiste de cinco etapas.

### Etapa 1: Audiciones a ciegas
En esta primera etapa de las «audiciones a ciegas», los entrenadores escuchan a los participantes de espalda sin poder verlos. Si a los entrenadores les gusta lo que oyen, apretarán un botón y su silla se dará vuelta como significado de querer su voz en sus equipos. En caso de que más de un entrenador gire su silla, el concursante tiene la opción de elegir con cuál de ellos trabajará en su equipo. Además, en nuevas temporadas, se les incluye tres teclas de bloqueo (uno para cual integrante a bloquear). Eso hace que el integrante bloqueado no pueda marcar en blanco incluso si presionó la tecla "Quiero tu voz", y en vez del nombre del entrenador, se muestra el marcado "Bloqueo". Las «audiciones a ciegas» finalizan cuando cada entrenador tenga 16 (en la versión original neerlandesa), 12 (en la versión estadounidense) o 20 (en otras versiones) concursantes con quienes trabajar. Cada entrenador participará en el desarrollo de sus participantes, aconsejándolos, y compartiendo los secretos de sus éxitos. En caso de que el entrenador tenga el máximo de cantantes, será bloqueado por el sistema. En algunas versiones, los entrenadores abandonan sus sillas si nadie presionó la tecla "Quiero tu voz".

### Etapa 2: Batallas
Luego en la segunda etapa, la competencia llega a una ronda de duelos llamadas «las batallas», esta consiste en que cada entrenador elige a dos o tres concursantes de su propio equipo para que compitan entre sí mismos cantando la misma canción mostrando así, sus mejores dotes vocales y artísticos frente a una gran audiencia. Al final de cada presentación, una vez terminado el duelo vocal, el entrenador decidirá quién clasifica para la siguiente etapa. En cada temporada, cada entrenador recibe la ayuda de mentores invitados, que le ayudan a asesorar a sus participantes para lucirse y realizar una buena actuación, aportando su punto de vista para tomar la mejor decisión en el equipo. Sin embargo, en algunas versiones cada entrenador recibe la oportunidad del «robo», 2 en total (3 en la versión de Brasil), los cuales les permiten salvar e incorporar a sus equipos a concursantes eliminados por otros entrenadores durante esta ronda.

### Etapa 3:Knockouts
Durante esta ronda, una pareja de participantes del mismo equipo son seleccionados para realizar actuaciones en el mismo momento. Cada artista tiene la posibilidad de elegir su propia canción, y reciben además, la ayuda y consejos de sus entrenadores y de un invitado especial. Al final de ambas presentaciones, cada entrenador selecciona a uno de ellos para que avance a la siguiente ronda. Sin embargo, en algunas versiones también se permite el «robo».

### Etapa 4:Playoffs
En los playoffs, los participantes se presentan individualmente en rondas por equipos para demostrar una vez más su talento; y donde cada entrenador deberá salvar a dos participantes (de los 8 en total) que avanzarán directamente a los «shows en vivo», mientras que los demás irán al voto telefónico, SMS y/o por plataforma digital, para que el público de esta manera salve a dos más, quedando así cuatro participantes. Cada preparador, luego de escuchar todas las actuaciones, deberá seleccionar a dos participantes de su equipo.

### Etapa 5: Shows en vivo
En esta etapa final, cada participante se presenta de manera individual y 100% en vivo ante el público, realizando una actuación musical consecutiva con la finalidad de obtener la mayor cantidad de votos por parte de este, dejando que cada entrenador elija de los concursantes restantes, a quién darle la posibilidad de seguir concursando y a quien eliminar. En la siguiente ronda, el público elige entre los dos concursantes restantes de cada equipo, así como cada entrenador, cuya decisión se equilibra con la del público. Asimismo, en la semifinal y gran final, no solo se presentarán canciones en solitario, sino que cada finalista realizará un dueto con su entrenador. La palabra y decisión final la tendrá el público, que consagrará a uno de los cuatro finalistas como "The Voice" ("La Voz") y recibirá un contrato para grabar su propio disco.

## Países

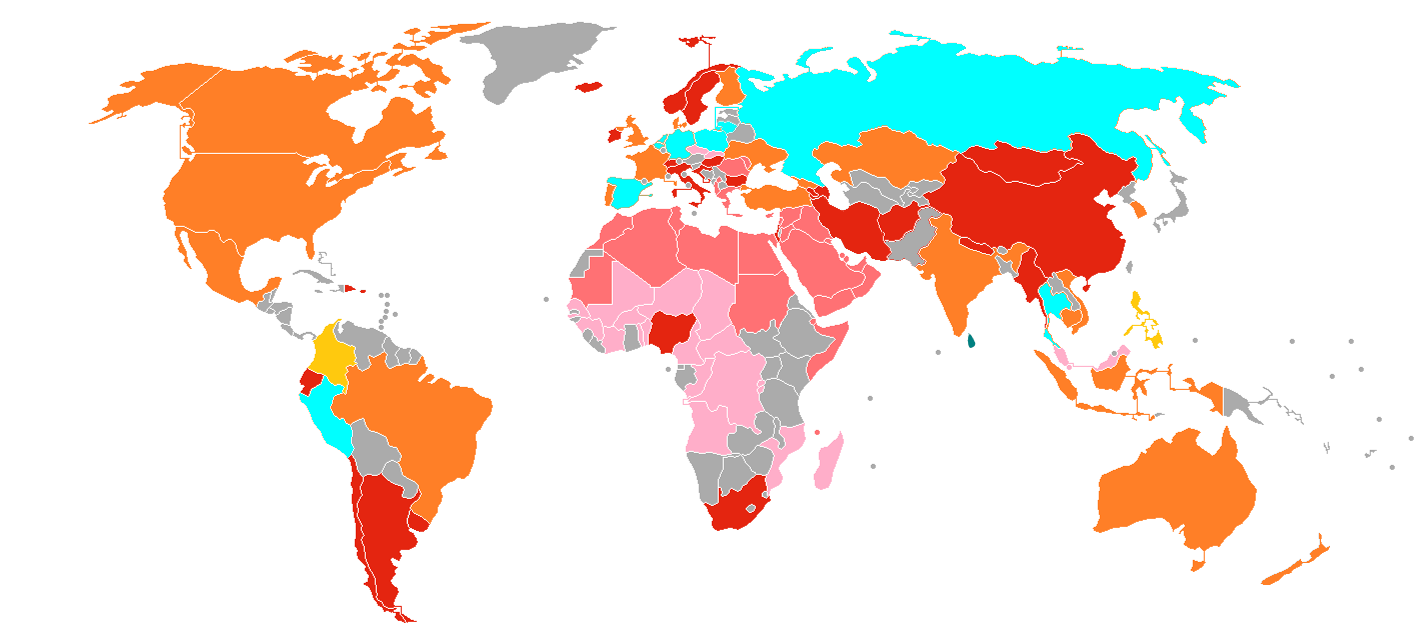
Ubicación de algunas de las franquicias existentes y planificadas de The Voice.

### En curso
La serie fue creada e internacionalmente licenciada por la empresa neerlandesa Talpa Media Group. El formato fue emitido por primera vez por RTL 4 en 2010 en los Países Bajos como The Voice of Holland (La voz de Holanda). La gran franquicia ha firmado un acuerdo global con el fin de garantizar los contratos de grabación de un disco como premio, con Universal Music Group.
La cadena televisiva estadounidense NBC lanzó una versión de la serie bajo el nombre The Voice en abril de 2011, con el ganador recibiendo $100,000 y contrato discográfico con Universal Republic. NBC asociada con John de Mol, Mark Burnett y la compañía de producción Warner Horizon Televisión para utilizar en Estados Unidos el formato de The Voice of Holland. Las audiciones fueron realizadas en las grandes ciudades de (Chicago, Nueva York, Miami, Nashville, Minneapolis, Austin, Los Ángeles y Seattle). Las aplicaciones en la web fueron también permitidas y finalizaron el 1 de marzo de 2011.
El tercer país en emitir su propia versión de The Voice fue Ucrania. La versión ucraniana, llamada Holos Krayiny (La voz del país), debutó por 1+1 el 22 de mayo de 2011.
La cadena belga comenzó a emitir su propia versión en el otoño de 2011, bajo el nombre de The Voice van Vlaanderen (La voz de Bélgica). La cadena La Une compró los derechos y emitió el programa en 2011 para la región de habla francesa en Bélgica. Las audiciones se realizaron en julio de 2011.
En Alemania, las dos cadenas televisivas ProSieben y Sat.1 comenzaron a emitir The Voice of Germany (La voz de Alemania) el 24 de noviembre de 2011. Los jurados y asesores vocales son Nena, Xavier Naidoo, The BossHoss y Rea Garvey. El show es presentado por Stefan Gödde y con Doris Golpashin presentando el detrás de escena.
En Argentina, el canal Telefe ha producido cuatro temporadas. El formato debutó en 2012 con el nombre de La Voz Argentina con la conducción de Alejandro "Marley" Wiebe desde ese año, y como coaches a los cantantes argentinos Soledad y Axel, el dúo de pop argentino Miranda! y el venezolano José Luis "Puma" Rodríguez. En 2018 se emitió la segunda temporada con nuevamente con Alejandro "Marley" Wiebe en la conducción, y volviendo como coaches Soledad y Axel, a los que se sumaron por primera vez la mundialmente reconocida cantante Tini y el venezolano Ricardo Montaner. La tercera temporada se estrenó en junio del 2021, nuevamente con la conducción de Alejandro "Marley" Wiebe y como coaches de esta edición se mantuvieron Soledad y Ricardo Montaner; y se sumaron el dúo de pop urbano venezolano Mau y Ricky (hijos de Ricardo) y la cantante Lali. En 2022, estrenó su cuarta temporada con los mismos coaches desde 2021. En 2025 Se realizo la Quinta Temporada con la Conduccion de Nicolás Occhiato y los coaches Soledad Lali el dúo de pop argentino Miranda! Luck Ra
En esta tercera edición, al formato se le agregó una competencia paralela ya presentada en otras ediciones del mundo llamada «El Regreso», que se transmite en las plataformas digitales de Telefe, trata de darle una segunda oportunidad a participantes que no lograron girar ninguna silla en las «audiciones a ciegas», la cantante y ex integrante del grupo Rombai, Emilia Mernes es la encargada de elegirlos y ponerlos a competencia para lograr que un solo participante vuelva a la competencia principal.
En México, se estrenó su primera versión La voz... México, que debutó a través de la cadena Televisa el 11 de septiembre de 2011. Durante la primera temporada estuvieron de entrenadores los mexicanos Lucero, Espinoza Paz y Aleks Syntek; y el español Alejandro Sanz. Por otra parte, su segunda temporada tuvo como entrenador al chileno Beto Cuevas, el español Miguel Bosé y las mexicanas Paulina Rubio y Jenni Rivera (f.).. Su primera versión finalizó en el año 2018.
En Perú, se emitió la primera temporada el 28 de septiembre de 2013 por el canal Latina Televisión, con el nombre de La Voz Perú. Durante la primera temporada, sus coaches fueron el venezolano José Luis "Puma" Rodríguez, el mexicano Kalimba, el puertorriqueño Jerry Rivera y la peruana Eva Ayllón. En su segunda temporada, mantiene como coach Eva Ayllón y se integran el mexicano Alex Lora, el puertorriqueño Luis Enrique y el peruano Gianmarco Zignago. Años después, obtuvo su tercera temporada, nuevamente mantiene como coach Eva Ayllón y se integran el colombiano Mike Bahía, la peruana Daniela Darcourt y el venezolano Guillermo Dávila.
En Irlanda, Raidió Teilifís Éireann (RTÉ) comenzó a emitir The Voice of Ireland (La voz de Irlanda) el 8 de enero de 2012. Presentado por Kathryn Thomas y Eoghan McDermott, los jueces son Niall Breslin, Sharon Corr, Kian Egan y Brian Kennedy.
En Colombia, a principios del 2012 se expuso la idea de traer el formato The Voice al país, y si este programa resultaba exitoso se harían más temporadas. El 1 de octubre de 2012 inició La voz Colombia presentando a los jueces Carlos Vives, Fanny Lu, Andrés Cepeda y Ricardo Montaner, conducido por Linda Palma y Carlos Ponce, el show es transmitido por Caracol Televisión y se presenta de lunes a viernes con un especial cada Domingo con un horario de 8 a 9 de la noche. Al final, el ganador ganará una grabación con Universal Music Group como en algunos de los otros concursos alrededor del mundo. En la segunda temporada del programa el cantante Carlos Vives deja el programa para participar como acompañante de Malú en La voz en España, y es reemplazado por el cantante Gilberto Santa Rosa. Ha tenido mucha fama desde su estreno.
En Corea del Sur, Mnet realiza la versión coreana bajo el nombre de The Voice of Korea (La voz de Corea). El show comenzó en febrero de 2012.
En Finlandia, Nelonen comenzó a emitir The Voice of Finland (La voz de Finlandia) en enero de 2012. Axl Smith presenta el show, y los jurados son Michael Monroe, Elastinen, Paula Koivuniemi and Lauri Tähkä.
En Malasia, la versión nacional de The Voice es llamada Vokal y fue emitida por TV3 Sekadar Rupa.
En Chile, The Voice Chile se emite desde el 31 de mayo de 2015 por Canal 13. Los coach son: Nicole, Luis Fonsi, Franco Simone y Álvaro López de Los Bunkers. Para la segunda temporada, Simone fue reemplazado por la cantante española Ana Torroja. En Chilevisión, hace otra versión, una vez adquiridos los derechos del reality de canto, el presentador es Julián Elfenbein, mientras que los coaches son el dúo de salsa urbana cubano Gente de Zona, la emblemática cantante y presentadora mexicana Yuri y los chilenos Beto Cuevas y Cami Gallardo. Además, los participantes que no lograron convencer en audiciones a ciegas son enviados al programa espejo llamado «El Regreso», que se emite por Pluto TV. Inicialmente, Gepe fue el encargado de elegirlos y ponerlos a competencia para lograr que un solo participante vuelva a la competencia principal. Con la cuarta temporada, con excepción de Beto y Julián, se reemplazaron los coaches y entra Diana Bolocco como coanimadora.
En Ecuador, La voz Ecuador se emite desde el 5 de octubre de 2015 por Teleamazonas. Los entrenadores son: Marta Sánchez, Jorge Villamizar, Daniel Betancourth y Jerry Rivera.
En República Dominicana, “The Voice Dominicana”, inició el 4 de Julio del 2021. El set fue construido y diseñado especialmente para este show en inmediaciones al Centro Olímpico Juan Pablo Duarte ubicado en la capital dominicana. Las grabaciones de las diferentes etapas que caracterizan esta franquicia se están llevando a cabo en plena pandemia, siendo República Dominicana el país con el estado de Emergencia más largo y aún vigente por la crisis por COVID-19. Los jueces de esta primera edición son: Musicólogo “El Libro”, el venezolano Nacho, La “Reina del Merengue” Milly Quezada y el español nacionalizado dominicano Juan Magán.

### Futuro
La compañía francesa Shine France compró los derechos del programa y TF1 comenzó a emitirse en 2012 como reemplazo de Star Academy series.
Talpa y Miditech anunciaron estar trabajando juntos para lanzar la versión India del formato. En India se anunció que Imagine TV había conseguido los derechos para comenzar a emitir The Voice India.
En Australia, Nine comenzará a emitir su propia versión de The Voice en 2012.
El 17 de junio de 2011 fue confirmado queBBC había adquirido los derechos para realizar una versión Británica de The Voice a emitirse en BBC One en 2012. La artista Jessie J ha sido confirmada como una de las jurados. Luego fue anunciado que el líder de The Black Eyed Peas, Will.i.am, el líder de The Script, Danny O'Donoghue y la leyenda de la música Tom Jones se unirían a Jessie J como jurados.
En España, Mediaset España adquirió los derechos para realizar su propia versión, llamada La Voz. Se espera que comience a emitir por Telecinco en septiembre de 2012. El programa estará presentado por Jesús Vázquez y co-conducido por Carolina Alcázar. David Bisbal, Malú, Rosario Flores y Melendi serán los jurados.
En Brasil, Rede Globo adquirió los derechos para comenzar a emitir su propia versión en 2012. Fue anunciado por el director de Globo, J. B. de Oliveira, en su cuenta oficial de Twitter.
En Suiza, SR F1 también adquirió en 2012, The Voice of Switzerland (La Voz de Suiza) comenzará a emitirse en enero de 2013.
En Vietnam, se estrenó Giống Hạt Việt (La Voz de Vietnam) en septiembre de 2012 por VTV3.
En Costa de Marfil Ya está firmado el Proyecto bajo el nombre de "La Voix Cote D'Ivore" Iniciará en diciembre de 2012.
En Italia, The Voice comenzará a emitirse en febrero de 2013 en Rai 2.
En Japón se emitirá a partir del 2020 por TV Asahi.
En Ecuador comenzó su transmisión el 5 de octubre de 2015 por la señal de Teleamazonas y sus coaches son Marta Sánchez, Daniel Betancourt, Jerry Rivera, Jorge Villamizar.
En Venezuela comenzara en 2019 por la señal Televen.
En 2020 pensaba emitirse por PAT, no obstante tras la crisis en ese canal y por la pandemia del Coronavirus fue cancelada.
En Paraguay se emitirá a partir del 2021 por Telefuturo

### Polémicas
En la versión mexicana La voz... México de The Voice se produjo una gran consternación debido al fallecimiento de Jenni Rivera, cantante y entrenadora de la segunda temporada. La muerte de Rivera se produjo el 9 de diciembre de 2012 en el estado de Nuevo León, en un terrible accidente aéreo en el cual murieron otras seis personas. Frente a la consternación y sorpresa ante la terrible noticia, la cadena Televisa, emisora del programa, informó acerca del deceso de Rivera en su sitio web oficial, y decidió que en lugar de la semifinal, se emitiera un programa homenaje especial, en conmemoración de la cantante. Rivera se encontraba viajando a la Ciudad de México para estar presente en la instancia semifinal del programa. Posteriormente en emisiones internacionales de The Voice como España y Estados Unidos hicieron mención de dicho suceso y enviaron condolencias a la emisión mexicana y familiares de la cantante.
En la versión infantil del programa en España, sufrieron el terrible acontecimiento de la muerte de una de las participantes a causa de un cáncer, Iraila el 10 de marzo de 2014. Sucedió en pleno concurso. A pesar del debate sobre si se debía emitir la batalla donde esta había participado, finalmente acabó emitiéndose con el consentimiento de la familia a modo de recuerdo hacia la pequeña. Supuso un gran shock para los seguidores del concurso y para la sociedad en general que se vio reflejado en las distintas redes sociales como Twitter, la cual se inundó de mensajes de apoyo hacia la familia y admiración sobre Iraila.
En el 2017 en La voz Kids (México) para la Segunda Temporada se eligieron como coaches a Carlos Rivera, Lucero y Julión Álvarez. Dicha emisión tuvo que ser cancelada en la etapa de batallas, luego de que al cantante de Banda sinaloense: Julión Álvarez, se le asociara con el Narcotráfico. Dicha emisión no salió a la luz, sin embargo fue regrabada con el cantautor español Melendi como coach en sustitución de Álvarez. Se emitió a mediados de 2019, siendo la última edición de La voz para Televisa luego de su cambio a TV Azteca.
En el 2020 la segunda temporada de la voz (México) en su cambio de televisora , tendría como coaches a Ricardo Montaner, Belinda, María José y Christian Nodal pero una semana antes de su estreno se anunció que sería cancelada debido a la pandemia mundial Coronavirus

## The Voiceen el mundo
El formato de The Voice se encuentra en más de 50 países alrededor del mundo, haciendo competencia a muchos programas similares.